# Литературный дом
Дом по адресу Невский проспект, 68/ наб. реки Фонтанки, 40, также известный как Дом Лопатина и Литературный дом, — историческое здание, находившееся в центре Санкт-Петербурга, один из домов на Невском проспекте, частично разрушенных во время блокады Ленинграда. Центральная часть здания, выходящего на Невский, была перестроена после войны. Первый конкурс на восстановление здания был объявлен ещё во время блокады, в 1942 году. Полностью снесено в 2011 году. Воссоздано с добавлением одного этажа.
В XIX веке здесь жил ряд известных литераторов того времени, что много позже дало зданию название «Литературный дом».

## История

### История участка и строительство зданий
До второй половины XVIII века участок, на котором находится угловое здание, не был застроен. Прокладка самого Невского проспекта производилась в 1712—1715 годах, также 1715 годом датирован указ построить мост через Фонтанку по Невскому. Мост был открыт в 1716 году.
Первые каменные постройки на этом месте появились во второй половине XVIII века. В начале XIX века по Невскому на территории нынешнего участка находилось два четырёхэтажных здания, владельцем которых был купец Дехтерев. К этому времени через Фонтанку был перекинут каменный Аничков мост, выглядевший также, как и остальные мосты Фонтанки: с башнями и цепями.
С 1820-х годов здание переходит к купцу Ф. И. Лопатину.
При нём происходило активное строительство:  в 1839—1840 годах по проекту архитектора В. Е. Моргана был пристроен четырёхэтажный корпус по набережной Фонтанки (адрес наб. р. Фонтанки, 40).
На момент окончания строительства корпуса здание стало одним из самых больших доходных домов в столице.
Здесь сдавалось внаём более восьмидесяти квартир.

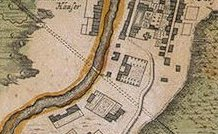
На плане 1720 года авторства Иогана Хомана участок никак не выделен
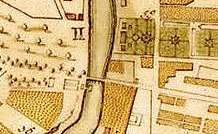
На плане 1737 года академии наук участок обозначен без построек
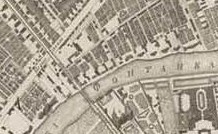
На плане столичного города Санкт-Петербурга с изображением знатнейших оного проспектов, изд. трудами имп. Акад. Наук и художеств. 1753 год. Составитель: Трускотт И. Ф. участок обозначен с первыми зданиями

В 1840-е Аничков мост принял современные очертания.
С начала 1860-х участок переходит к купцам Туляковым, затем к генерал-майору Стемянникову, а позже к генерал-майору Жандр. В 1872—1874 годах корпуса по Невскому перестраивались с изменением фасадов по проекту архитекторов Н. Н. Набокова и В. Е. Стуккея.
Позже участком владела вдова тайного советника З. И. Полежаева, а затем — О. П. Кушелёва.
28 ноября 1941 года в здание попала фугасная авиабомба, в результате центральная часть здания, обращённая к Невскому проспекту была уничтожена. Уже в марте 1942 года в Ленинграде были начаты работы над Генпланом восстановления и развития города. Согласно разработанным главным архитектором Н. В. Барановым плану, был объявлен ряд архитектурных конкурсов. Одним из первых был конкурс, объявленный в ноябре 1942 года ЛОССА совместно с ГИОП в котором архитекторам предлагались 3 объекта, в том числе и дом на Невском, 68.
Здание было реконструировано в 1947—1950 годах с частичным использованием старых стен по проекту Б. Н. Журавлёва и И. И. Фомина. При этом был создан новый фасад, и восстановленное здание стало, по словам В. Г. Исаченко «привычной и неотъемлемой частью Невского проспекта».
На здании установлены две скульптуры: рабочего и колхозницы.
Для Фомина это было третье построенное здание райсовета (до этого он в 1930—1935 годах построил Московский райсовет, а в 1937—1940 годах — Невский райсовет) и один из ряда знаковых домов, восстановленных после войны.

### Литературный дом

#### Современники Белинского
В этом доме в разное время жил ряд литераторов, редакторов и издателей, в результате чего здание на Невском проспекте, 68 стало одним из центров литературного Петербурга XIX века.
С начала 1840-х годов (поселились до 1842) и до 1847 года в доме жила семья Панаевых: И. И. Панаев (издатель журнала «Современник») со своей женой, писательницей А. Я. Панаевой.
Супруги организовывали литературные мероприятия, участвовали в работе так называемого «кружка Белинского», который также проходил в этом доме.
В 1836—1843 годах в квартире 47 жил А. А. Краевский, в этот период своей жизни он издавал «Современник», создал и издавал Литературную газету.
Кроме того в период жизни в Литературном доме Краевский сблизился с М. Ю. Лермонтовым и готовил все его прижизненные публикации.
В этом же доме до 1837 года жила актриса В. Н. Асенкова, которую высоко ценили критики, в том числе тот же В. Г. Белинский.
В период с осени 1842 по апрель 1846 годов в доме жил В. Г. Белинский, этот переезд был связан с тем, что он активно начал работать в журнале Отечественные записки: он переехал поближе к работе.
Этот период его жизни считается наиболее зрелой фазой его литературной деятельности.
Он последовательно занимал несколько квартир, известно, что он жил в квартирах № 55, 48, 47, 43.
По воспоминаниям современников Белинскому нравилось жить в этом доме.
Виссарион Григорьевич жил здесь с семьёй — женой Марией Васильевной и дочерью Ольгой.
Позже к ним приехала свояченица Белинского — А. В. Орлова.
Здесь он написал ряд произведений: статьи о Г. Р. Державине, В. А. Соллогубе, И. С. Тургеневе, Эжене Сю. Кроме этого были опубликованы обзоры литературы за 1842, 1843, 1844 и 1845 годы, а также цикл статей о А. С. Пушкине.
Именно это место ассоциируется с так называемым «кружком Белинского», через который прошёл ряд начинающих литераторов.
Этот кружок какое-то время посещали князь В. Ф. Одоевский, С. А. Соболевский, А. П. Башуцкий, чаще посещал собрания граф В. А. Соллогуб.
Из Москвы переехал юрист, профессор К. Д. Кавелин, со временем к группе присоединились писатели Ф. М. Достоевский и И. А. Гончаров.
Из Москвы на собрания периодически ездили литературный критик В. П. Боткин, публицист А. И. Герцен и поэт Н. П. Огарёв.
На собраниях бывали не только писатели и поэты, но и интересующиеся литературой представители общества: преподаватель русской словесности А. А. Комаров, переводчик Н. Х. Кетчер, издатель П. В. Анненков и писатель Л. В. Брант.
На собраниях также бывали путешественник Н. П. Боткин, служащий Б. М. Маркевич, инженер, профессор А. С. Комаров, молодые офицеры: офицер Московского полка Булгаков, лейб-гусар Полторацкий, кирасир Ольховский и морской флигель-адъютант Колзаков.
Постоянными посетителями кружка были друзья Белинского А. Я. Кульчицкий, служащий департамента податей и сборов Н. Н. Тютчев, помещик И. И. Маслов и издатель М. А. Языков.

#### Кружок Белинского и литераторы-современники
В этом доме, недавно поселившийся здесь В. Г. Белинский встретился с И. С. Тургеневым.
Тургенев в то время оставил государственную службу для того, чтобы заняться литературной деятельностью.
Одним из первых его опусов стала поэма «Параша», написанная в 1843 году.
Автор сильно сомневался в благоприятном отзыве Белинского, так как не был уверен в своих литературных способностях.
Поэтому Тургенев пошёл на квартиру Белинского и оставил слуге критика экземпляр этой поэмы.
Через два месяца в «Отечественных записках» была опубликована положительная рецензия Белинского.
И. С. Тургенев снова пришёл в дом Лопатина к В. Г. Белинскому и с этого момента началось их знакомство, которое со временем переросло в крепкую дружбу.
В рамках кружка Белинского была решёна литературная судьба поэта Н. А. Некрасова, который работал в «Современнике» вместе с В. Г. Белинским.
Долгое время Белинский подвергал литературную деятельность Некрасова критике, но прочитав стихотворение «В дороге» (1845), поменял своё мнение на противоположное.
Ему приписывают высказывание «Да знаете ли вы, что вы поэт и поэт истинный!», которое он произнёс с глубоким чувством.
Это произошло на одном из литературных собраний в этом доме.
Здесь же Ф. М. Достоевский получил оценку своего литературного труда: Когда в 1845 году Достоевский написал повесть «Бедные люди», то он прочёл её Д. В. Григоровичу, с которым они вместе квартировали.
Слушатель был потрясён настолько, что несмотря на позднее время, отправился к Некрасову.
Некрасов был раздосадован поздним визитом, но несмотря на это согласился прочесть хотя бы десять страниц.
Оба не отрываясь читали ночь напролёт и в 4 часа утра, закончив чтение, оба вернулись на квартиру к Достоевскому поделиться мнением о прочитанном.
Утром того же дня Некрасов повёз повесть к неистовому Виссариону, в дом Лопатина.
Вечером того же дня В. Г. Белинский встретился с Ф. М. Достоевским и высоко оценил произведение.
Достоевский всю жизнь считал, что эта встреча стала поворотным моментом его жизни, писатель укрепился в вере в себя, в свой талант и возможности.
В 1840-х годах в этом очень много и часто бывал И. А. Гончаров.
Здесь он встречался с В. Г. Белинским, читал ему недавно законченный роман «Обыкновенная история».
Произведение было высоко оценено критиком и здесь он рекомендовал издавать этот роман.

Обстановку, которая царила на кружке Белинского в Доме Лопатина иллюстрирует следующая выдержка:

Белинский был в восторге от нового таланта, выступавшего так блистательно, и всё подсмеивался по этому поводу над нашим добрым приятелем М. А. Языковым…
Белинский всё с более и более возраставшим участием и любопытством слушал чтение Гончарова и по временам привскакивал на своём стуле, со сверкающими глазами, в тех местах, которые ему особенно нравились. В минуты роздыхов он всякий раз обращался, смеясь, к Языкову и говорил:
— Ну что, Языков, ведь плохое произведение — не стоит его печатать?— И. И. Панаев. Воспоминание о Белинском
В ожидании рождения сына Белинский переезжает из этой квартиры в доходный дом Фёдорова, и работа кружка останавливается.

### После 1846 года

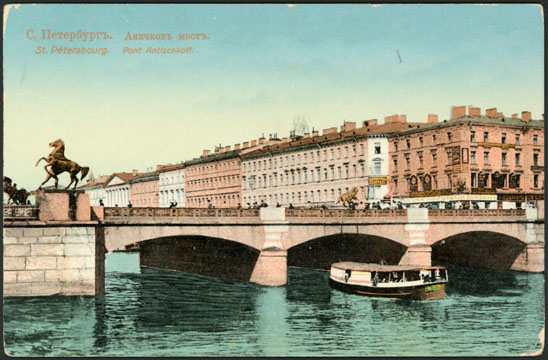
На дореволюционной открытке виден угол дома в таком виде, который существовал до 1942 года

В 1849 году в доме жил петрашевец Э. Г. Ващенко.
Осенью 1850 года (в конце августа — начале сентября) в этот дом переезжают поэт Ф. И. Тютчев со своей женой Эрнестиной.
В этот период жизни связь Тютчева с Лёлей Денисьевой становится явной, начинается так называемый Денисьевский период творчества поэта.
В этом доме написаны «Обвеян вещею дремотой…», «О, как убийственно мы любим», «Des premiers ans de votre vie…» (нем.), «Смотри, как на речном просторе…», «Не знаю я, коснётся ль благодать…».
В 1851 году у Лёли Денисьевой рождается дочь Елена и Тютчев пишет стихотворение «Первый лист», в тексте которого скрыта анаграмма («Елене с новорождённою»), «Не раз ты слышала признанье…».
Летом 1851 года поэт провожает жену в Москву, откуда семья едет в Овстуг, а Ф. И. Тютчев остаётся в Москве.
В Москве пишет «Не плоть, а дух растлился в наши дни…», по дороге в Петербург — «Не остывшая от зною…».
В Санкт-Петербурге пишет «Как весел грохот летних бурь…», «В разлуке есть высокое значенье…», «День вечереет, ночь близка…»
Переведёны «Ты знаешь край, где мирт и лавр растёт…» Иоганна Гёте и «С озера веет прохлада…» Фридриха Шиллера.
Также здесь написаны «Как весел грохот летних бурь…», «Недаром милосердным Богом…», «Не говори: меня он, как и прежде любит…», «О, не тревожь меня укорой справедливой…», «Чему молилась ты с любовью…», «Я очи знал, — о, эти очи!..», «Близнецы».
В следующем году пишет «Ты, волна моя морская…»; Фёдор Тютчев в апреле 1852 года покидает дом Лопатина из-за материальных затруднений.
В октябре 1850 — апреле 1851 года здесь жил писатель и поэт И. С. Тургенев, здесь он писал свои «Записки охотника».
Позже, в 1867—1868 годах, здесь поселяется публицист Д. И. Писарев с новым объектом своей страсти — троюродной сестрой писательницей Марко Вовчок.
С ними вместе жил её сын, после трагической гибели Писарева Марко Вовчок с сыном покинули эту квартиру.
В 1872—1874 годах архитекторы Н. В. Набоков и В. Е. Стуккей провели работы по изменению фасада, выходящего на Невский проспект.
С 1874 года в части здания, которое выходит на Фонтанку, расположилась 12-я гимназия, которая находилась здесь вплоть до 1918 года.
По состоянию на начало XX века дом принадлежал З. Н. Полежаевой.
Он был местом активной торговли, здесь находились: аптека А. А. Берггольца, часовой магазин Н. Я. Шмидта, фирма М. Б. Розенберга (торговля мебелью, картинами, бронзой), контора инженера А. В. Бари, парикмахерская и парфюмерия Жана Равелена, французский шляпный магазин, 12 гимназия, гастрономический магазин, галантерейный и т. д..
В конце 1905 года в здании Литературного дома работало издательство газеты «Новая жизнь».
Формальным издателем являлась М. Ф. Андреева, практической издательской работой занимался М. М. Литвинов, а руководил издательством А. М. Горький.
В этот период с издательством сотрудничал В. И. Ленин, в этом здании состоялась их первая встреча с Горьким.
После 1918 года здание занял исполком районного совета Куйбышевского района.
28 ноября 1941 года здание было повреждено фугасной бомбой. В 1947—1950 годах по проекту Б. Н. Журавлёва и И. И. Фомина был построен новый дом с другим оформлением фасада, но с использованием старых конструкций фундамента и стен.

## Охранный статус комплекса зданий и участка

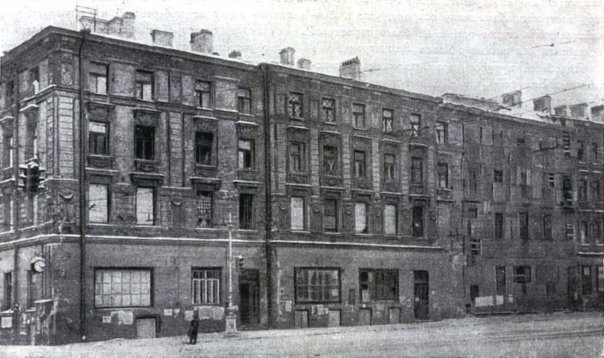
Дом после попадания фугасной авиабомбы

Дом после перестройки. Изначально скульптуры стояли без подпорок

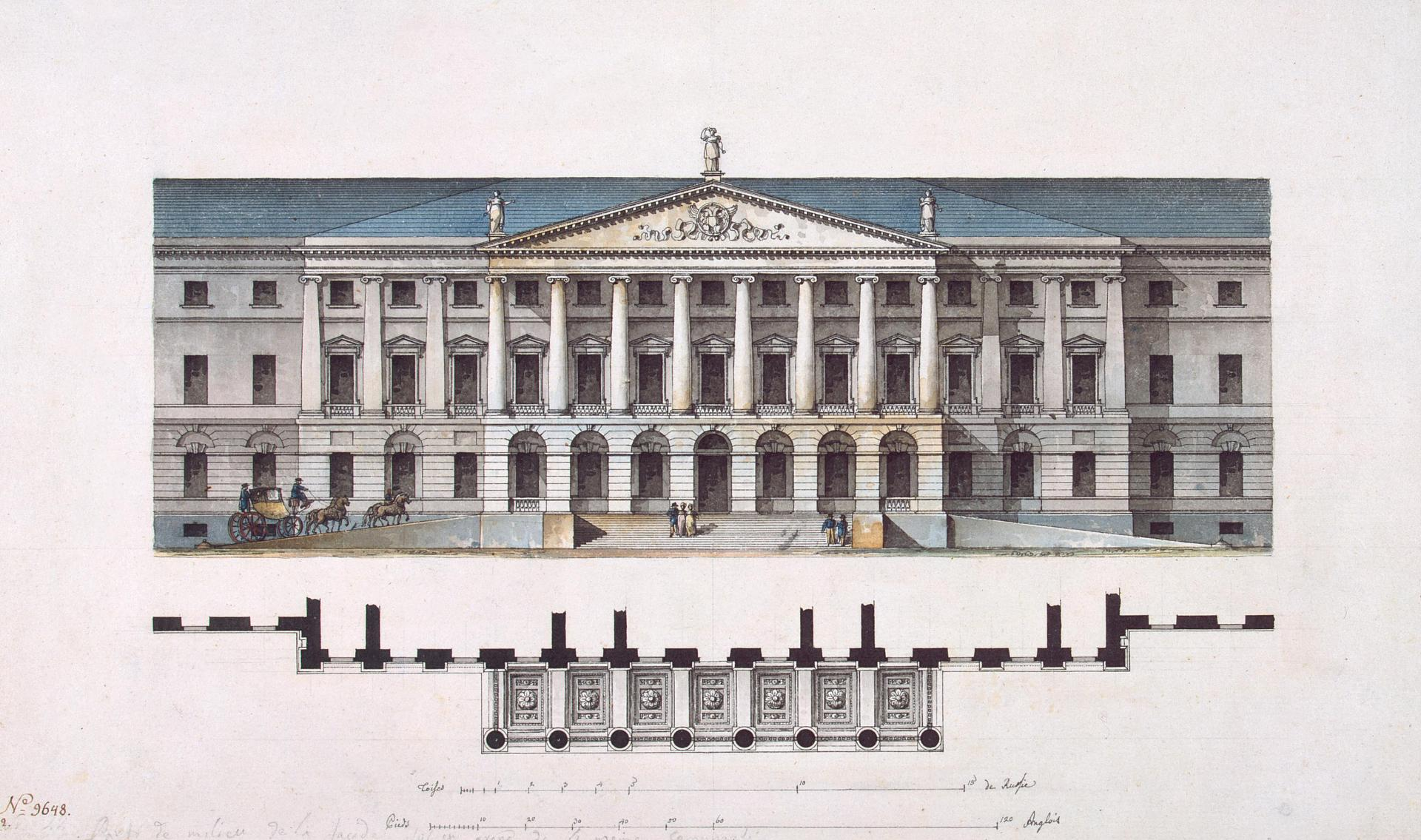
Дж. Кваренги. Решение центральной части главного фасада Смольного института с тремя скульптурами на фронтоне

С 1974 и до 1998 года статус памятника истории федерального значения был закреплён за корпусом, выходящим на Фонтанку (Набережная реки Фонтанки, 40).
C 1999 под охраной государства числились оба корпуса как единый комплекс. В законе Санкт-Петербурга памятник был отмечен как «дом, где жили: в 1837 г. актриса Асенкова Варвара Николаевна, до 1843 г. издатель Краевский Андрей Александрович (кв. 47), в 1842—1846 гг. революционный демократ, писатель и литературный критик Белинский Виссарион Григорьевич (кв. 55, 48, 47, 43) —наб. Фонтанки, 40; Невский пр., 68».
В мае 2002 года Государственной Думой был принят закон «Об объектах культурного наследия (памятниках истории и культуры) народов Российской Федерации», согласно которому
все числящиеся к этому моменту под охраной государства памятники должны быть включены в Единый государственный реестр. Несмотря на это, в список КГИОП попал только корпус по Фонтанке. Кроме того в актуальном на 2010 год списке, опубликованном на сайте КГИОП не только адрес, но и сам региональный памятник, значащийся под номером 352 описывается уже иначе: «Дом, в котором в 1842—1846 гг. жил Белинский Виссарион Григорьевич. Фонтанки р. наб., 40, кв. 43, 47, 48, 55 (191025, г. Санкт-Петербург, набережная реки Фонтанки, дом 40/68, литер А)»
С 1988 года дополнительный охранный статус дому обеспечивала его принадлежность Объединённой охранной зоне Санкт-Петербурга, соответствовавшей границам исторического центра, признанного объектом Всемирного наследия ЮНЕСКО № 540.
Однако с 2008 года, после сокращения Охранной зоны, статус этой территории был понижен до уровня «Зоны регулируемой застройки».
Несмотря на это, снос зданий на углу Невского и Фонтанки запрещён и сейчас: по закону Санкт-Петербурга «О границах зон охраны объектов культурного наследия на территории Санкт-Петербурга и режимах использования земель в границах указанных зон …» в зонах регулируемой застройки не допускается «снос (демонтаж) исторических зданий, строений, сооружений, за исключением разборки аварийных в случае невозможности ликвидации аварийности и при условии восстановления внешнего облика объектов, формирующих уличный фронт застройки».

## Новейшая история
До 1993 года в здании находился райсовет Куйбышевского района. Затем — налоговая инспекция Центрального района.

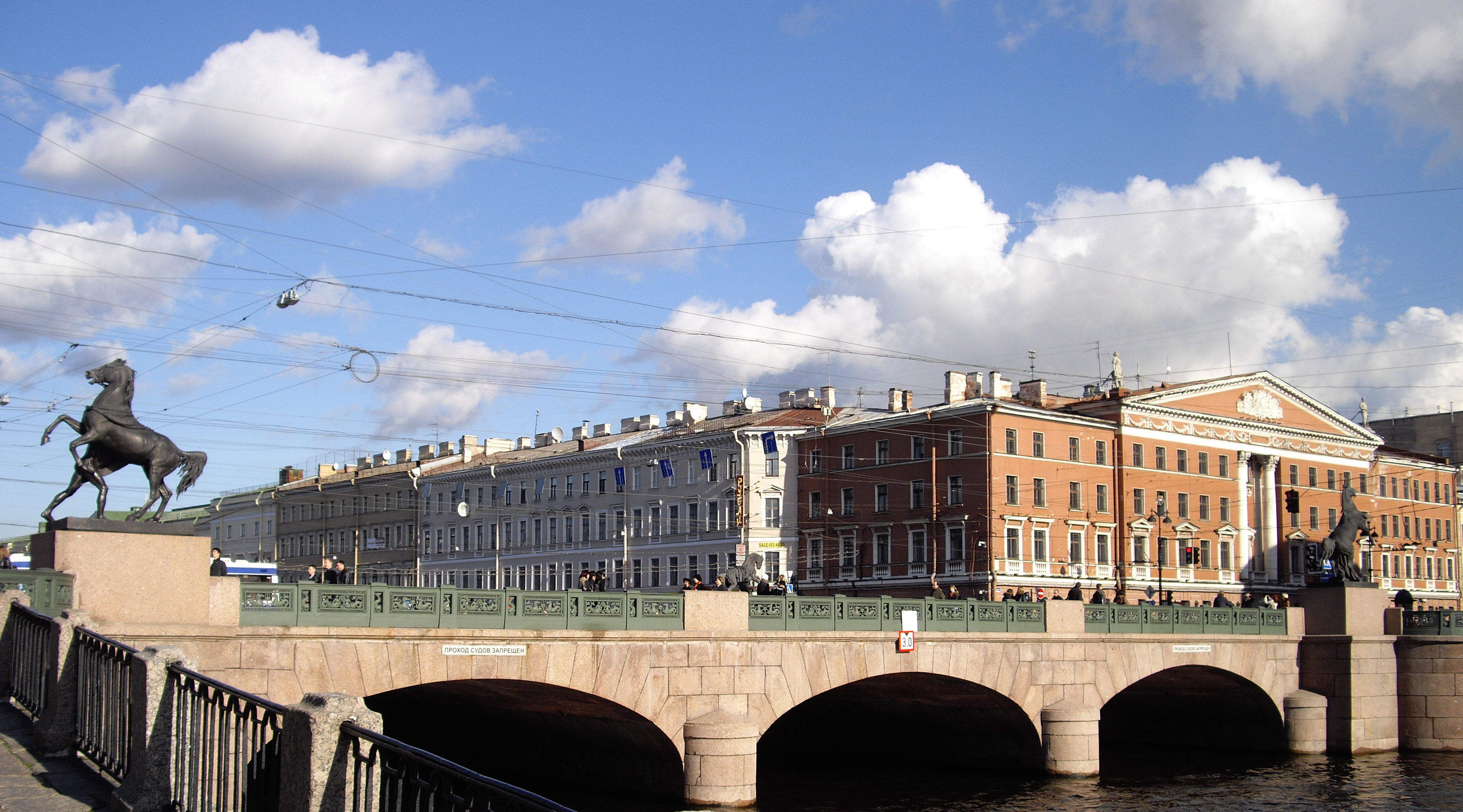
Вид на здание Куйбышевского райсовета в городской застройке (2009 год)

Первыми застройщиками, заинтересовавшимися домом был холдинг «Веда», подготовивший проект перестройки здания под жилой дом; здание попало в первоочередной список выставляемых на торги объектов недвижимости. Член Президиума Санкт-Петербургского отделения ВООПиК Татьяна Лиханова отмечает, что по времени это совпадает с тем моментом, когда часть комплекса не перешла в единый реестр памятников.
В 2006—2010 годах в здании планировалось оборудовать отель.
Для этого дом был выставлен на конкурс, который выиграло ООО «Автокомбалт».
Работы не проводились, КУГИ ставился вопрос об отказе инвестору в перезаключении договора из-за варварского обращения с объектом и невыполнения обязательств.
Это предприятие в 2007 году планировало переселить налоговую инспекцию в новое здание, но это удалось реализовать только в апреле 2008 года.
В том же году был представлен новый проект реконструкции с повышением высоты здания с 23 до 28 метров.

### Снос и восстановление здания
В 2009—2010 гг. ЗАО «Строй эксперт проект», получившее лицензию в 2009 году по заказу застройщиков провело инструментальное обследование несущих конструкций здания и выдало заключение об аварийности. В заключении было указано, что основание фундаментов перегружено и требует усиления, стены не отвечают современным требованиям по теплопередаче, балки перекрытий и конструкции стропильной системы находятся в неудовлетворительном состоянии. Варианты вывода здания из состояния аварийности, как того требует Закон не рассматривались и 23 ноября 2010 года Стройнадзор признал здание аварийным и выдал ордер на «разборку аварийных конструкций здания». При этом КГИОП настаивал на сохранении хотя бы фасадов.
На месте здания к 2012 году планируется возвести гостиницу, строительство будет вести компания «СоюзГенСтрой», которая имеет общую материнскую компанию с ООО «Автокомбалт».
Фасады здания охранялись как выходящие на Невский проспект, поэтому было объявлено что сносить фасадную стену не планируется.
На крыше здания будет устроена мансарда, под домом построена подземная парковка, окна первого этажа будут прорублены до земли.
Для проведения работ здание оградили заранее, 7 октября 2010 года, в рамках подготовки к проведению работ на соседних домах были поставлены маяки на существующие трещины:
- Фонтанка, 40 — 51 геодезическая марка;
- Невский, 70 — 16 геодезических марок;
- Невский, 72 — 3 геодезические марки.

В процессе проведения работ была выведена из строя система светофорного регулирования перекрёстком Невского проспекта и набережной Фонтанки, и в течение трёх дней с 8 по 10 декабря велись работы по восстановлению движения.

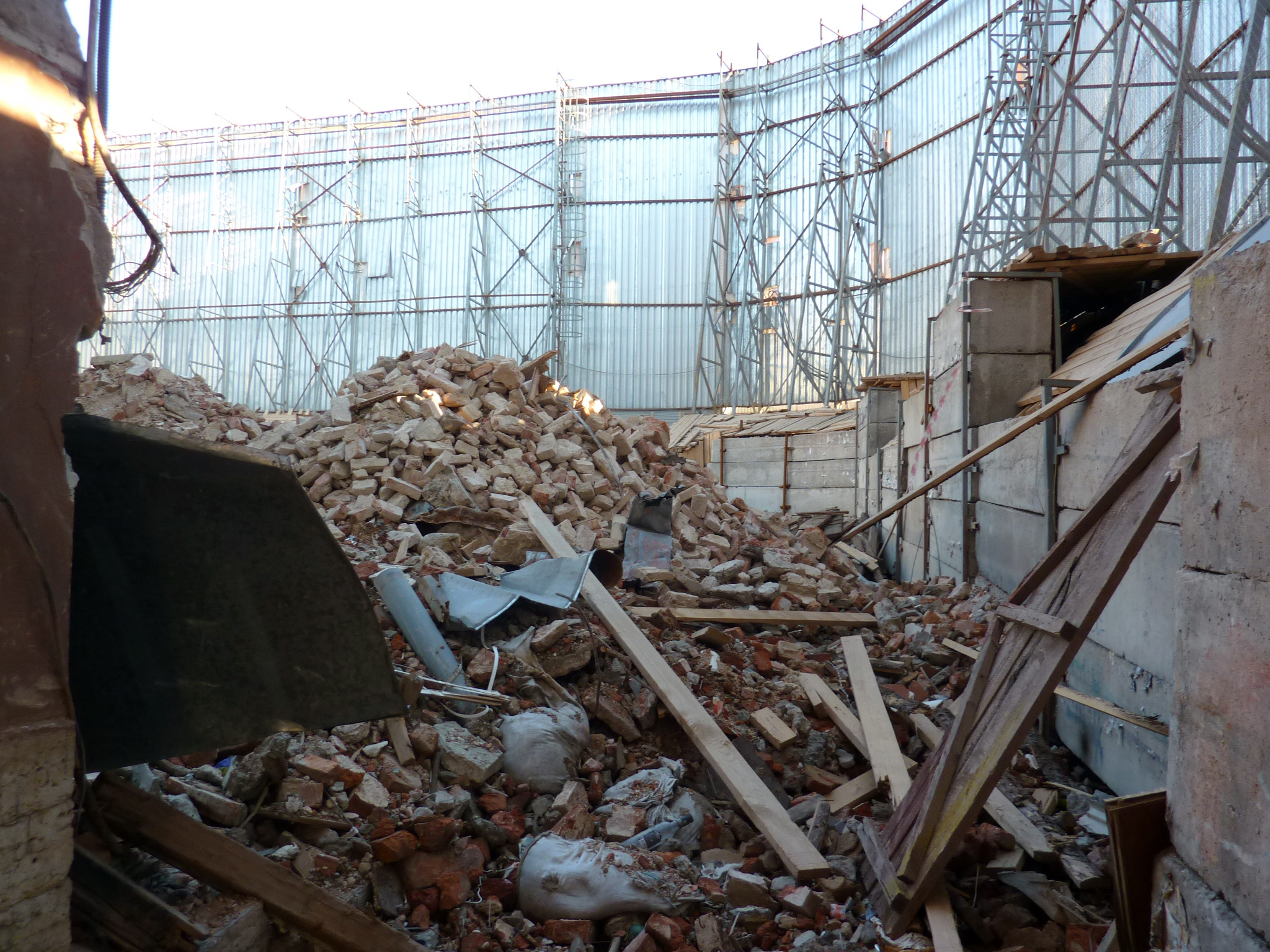
Май 2011 года

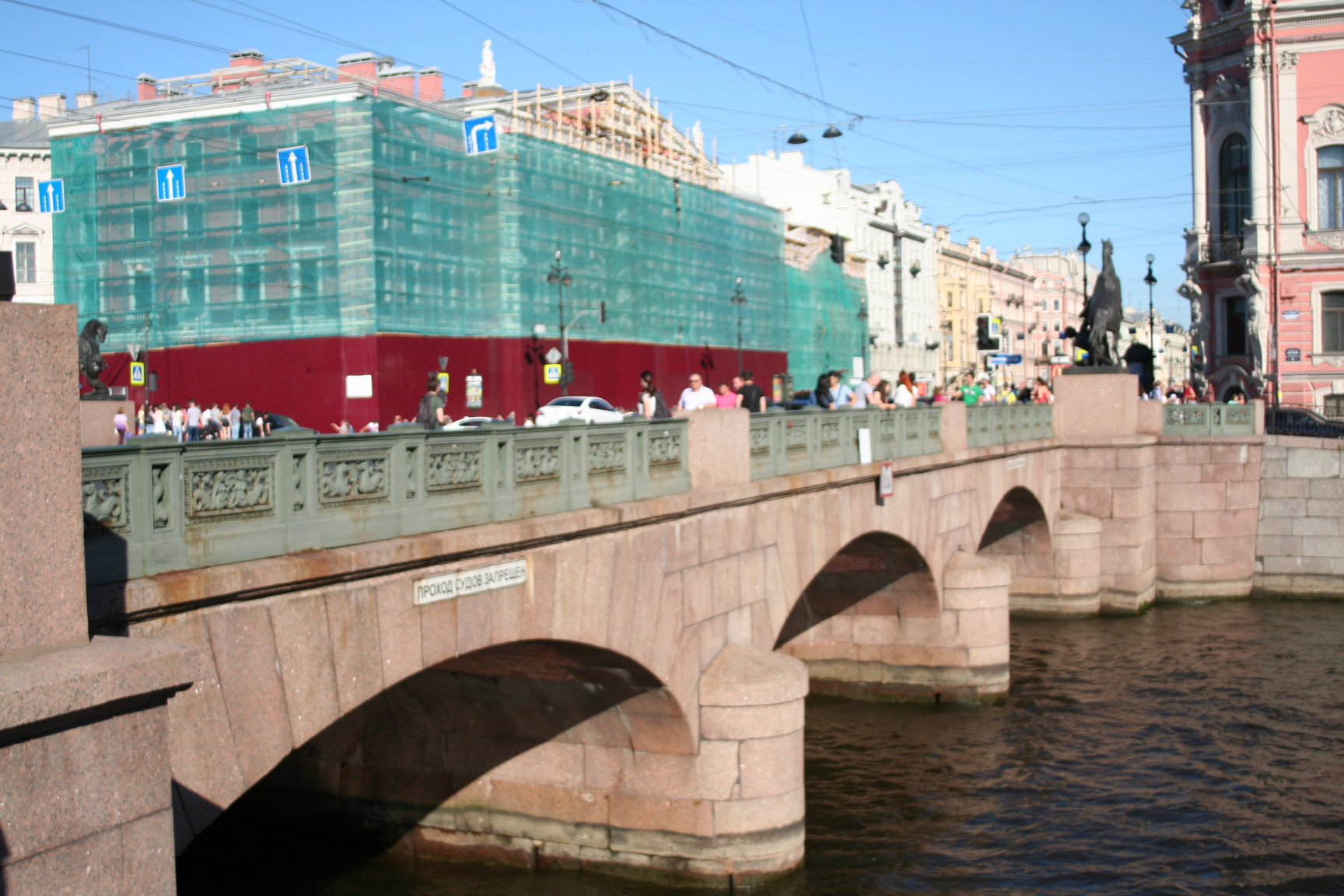
Август 2015 года

4 января 2011 года начался процесс сноса здания, так как по заявлению генерального директора компании-инвестора Александра Беляева «Конструкции находятся в очень ветхом состоянии».
5 января начались работы по демонтажу статуй, которые по заявлениям компании-застройщика 6 января были отправлены на реставрацию вместе с лепным гербом с фронтона здания.
Срок окончания реконструкции демонтированных элементов — декабрь 2012 года.
На 10 января была назначена акция протеста движения «Живой город» при поддержке московского Архнадзора.
В преддверии этой акции 9 января представители государственного надзора и экспертизы Санкт-Петербурга провели контрольную проверку законности проведения работ на Невском, 68. Разрешительные документы были опубликованы в сети интернет. На период данной проверки, работы Группы компаний «КрашМаш», проводившей демонтаж здания, были приостановлены.
10 января около 40 пикетчиков заметили, что рабочие уже сильно разобрали портик здания. К митингующим вышел лишь один милиционер, по словам которого у компании застройщика есть все разрешительные документы, однако никто эти документы не продемонстрировал. Застройщик опровергает информацию о сносе здания, однако общественности широко известны случаи такого рода реконструкций исторических зданий. В блогах идёт активное обсуждение о ситуации со сносом здания.
11 января вице-губернатор Алексей Метельский и генеральный директор компании «Автокомбалт» Александр Беляев объявили о недельном моратории на строительство, которое было достигнуто между градозащитниками и застройщиком.
Работы должны были продолжиться только 18 января.
В тот же день представитель застройщика заявил о том, что приостановить работы нельзя по соображениям безопасности, но документы они готовы предоставить.
13 января представителей протестующих ждали усиленные наряды милиции.
В этот день прошла встреча Александра Кононова (заместитель председателя петербургского ВООПИК) с застройщиками, в тот же день был направлен депутатский запрос в Прокуратуру «по выданным службой государственного строительного надзора и экспертизы Петербурга выданным застройщику дома по Невскому, 68, положительного заключению на проект реконструкции здания и разрешению на строительство».
Автором запроса стал депутат ЗакС Сергей Малков.
20 января 2011 года застройщик продолжил снос здания, необратимо разрушая фасадные стены.
В октябре 2013 года в воссозданном здании планировалось открыть апарт-отель.
В 2015 году здание было воссоздано с добавлением одного этажа (он был спроектирован между 1 и 2 этажами оригинального здания). В здании был повторён советский фасад середины XX века.
На февраль 2018 года в здании располагался бизнес-центр «Невский 68» и ряд других организаций.